# Castellar de la Frontera
Castellar de la Frontera is een gemeente in de Spaanse provincie Cádiz in de regio Andalusië met een oppervlakte van 179 km². In 2007 telde Castellar de la Frontera 2995 inwoners.

## Demografische ontwikkeling
Bron: INE, 1857-2011: volkstellingen